# Малгрейв
Малгрейв (англ. Mulgrave) — город в графстве Гайсборо, Новая Шотландия, Канада. Нынешнее название города было принято в 1859 году в честь лейтенант-губернатора колонии, графа Малгрейва. Находится напротив города Порт-Хоксбери, вдоль западного берега пролива Кансо. Он был основан как Бухта Макнейра в начале XIX века, а название Порт-Малгрейв было принято в 1859 году, позже сокращенное до его нынешней формы. Ранняя промышленность сообщества полагалась на паромное сообщение между материковой частью Новой Шотландии и островом Кейп-Бретон. Паромное сообщение началось в 1810-х годах, а железнодорожное сообщение появилось в этом районе в 1880-х годах. Паромное сообщение продолжалось до открытия дамбы Кансо в 1955 году. Открытие дамбы нанесло серьёзный удар по местной экономике. По состоянию на 2021 год в Малгрейве проживало 627 человек, а плотность населения составляла 35,2 чел./км².

## История

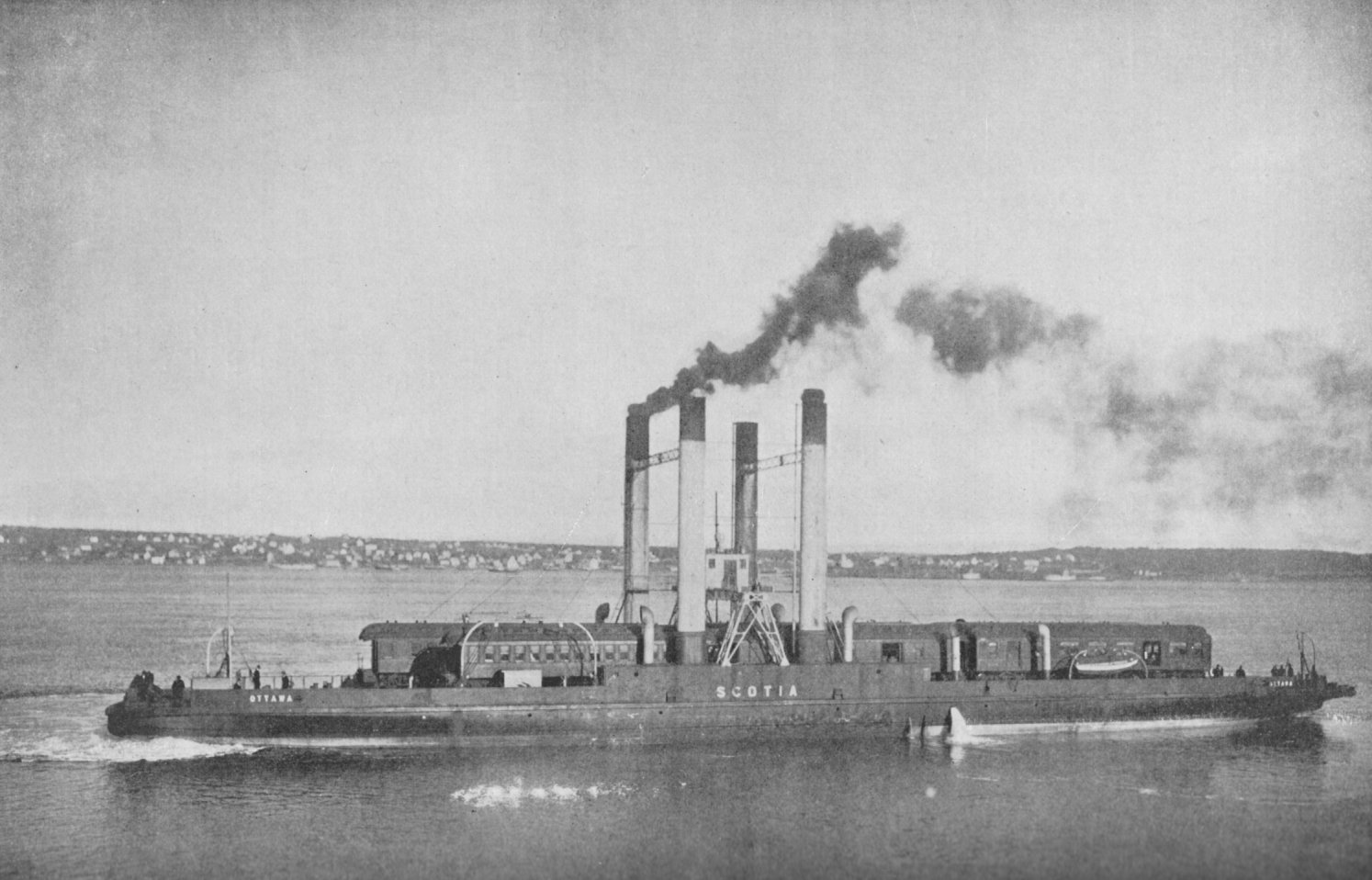
Паром Scotia в проливе Кансо на рубеже XX века.

Впервые заселенный как Бухта Макнейра британскими лоялистами, спасающимися от американской революции, город вскоре стал частью торговли пиломатериалами с англичанами в начале XIX века. Этот район был известен микмакам как Wolumkwagagunutk, что переводится как «земля для омаров». Регулярное паромное сообщение через пролив Кансо было установлено в конце 1810-х годов. Паром внес важный вклад в местную экономику. Город получил название Порт-Малгрейв в 1859 году в честь лейтенант-губернатора колонии, графа Малгрейва, и название постепенно сократилось до его нынешней формы. Железнодорожное сообщение в городе появилось в 1882 году, а к 1893 году железнодорожные вагоны начали проезжать через пролив.
Однако экономика сильно пострадала, когда в 1870 году торговые соглашения в рыбной промышленности были расторгнуты для защиты американского рыбного рынка, и местная рыбная промышленность рухнула. Постепенно люди начали уезжать, и к 1880 году более трети населения переехало, в основном в Новую Англию в поисках работы. На рубеже XX века железные дороги превратились в основную отрасль Малгрейва, а поселок превратился в оживленный железнодорожный узел, оборудованный несколькими вспомогательными службами существующих железных дорог. Появилась новая фабрика по производству омаров и новый железнодорожный паром, который ещё больше увеличил пропускную способность через пролив Кансо в Порт-Хоксбери. Малгрейв служил связующим звеном между материковой частью Новой Шотландии и островом Кейп-Бретон, а также Ньюфаундлендом. В 1923 году поселок был преобразован в город. В августе 1955 года город потерпел серьёзный экономический удар, когда открылась дорога Кансо, которая прекратила автомобильное и железнодорожное движение через город.

## Население
| Год  | Население | Изменение |
| ---- | --------- | --------- |
| 1956 | 1227      |           |
| 1961 | 1145      | -6,7 %    |
| 1981 | 1099      | -4 %      |
| 1991 | 935       | -14,9 %   |
| 1996 | 896       | -4,2 %    |
| 2001 | 904       | +0,9 %    |
| 2006 | 879       | -2,8 %    |
| 2011 | 794       | -9,7 %    |
| 2016 | 722       | -9,1 %    |
| 2021 | 627       | -13,2 %   |

По данным переписи населения 2021 года, проведенной Статистическим управлением Канады, население Малгрейва составляло 627 человек. В 2016 году население составляло 722 человек. При площади 17,83 км², он имел плотность населения 35,2 чел./км² в 2021 году.

## Общественные услуги
Штаб-квартира Региональной библиотеки Восточных графств находится в Малгрейве.

## Известные жители
- Уоллес Макдональд (1891—1978), актёр немого кино и режиссёр;
- Робин Мигер — олимпиец.